# Blodoxbär
Blodoxbär, Cotoneaster zabelii, är en rosväxtart som beskrevs av Camillo Karl Schneider. Cotoneaster zabelii ingår i släktet oxbär, och familjen rosväxter. Utöver nominatformen finns också underarten C. z. miniatus.

## Bildgalleri

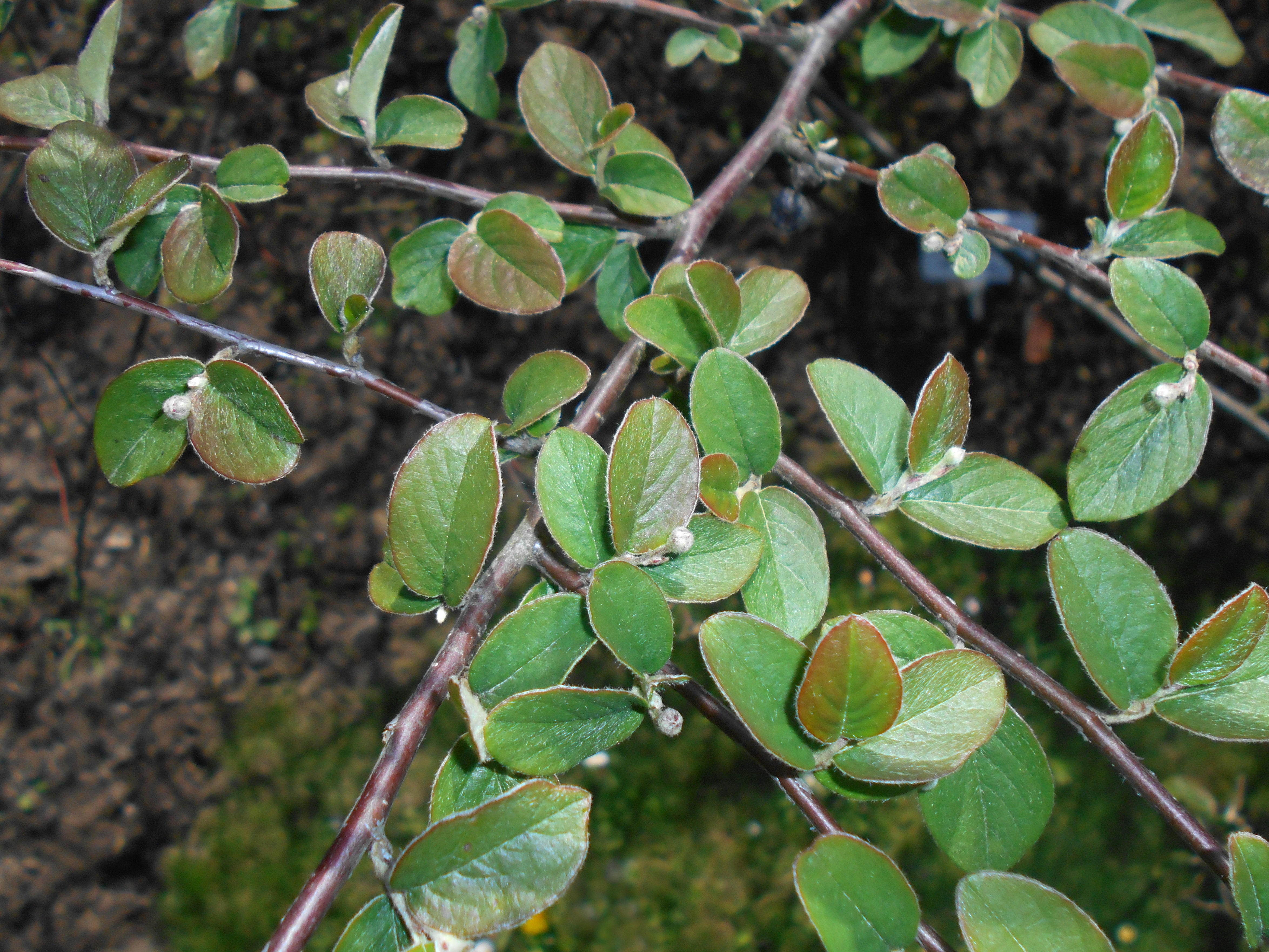